# June Lang

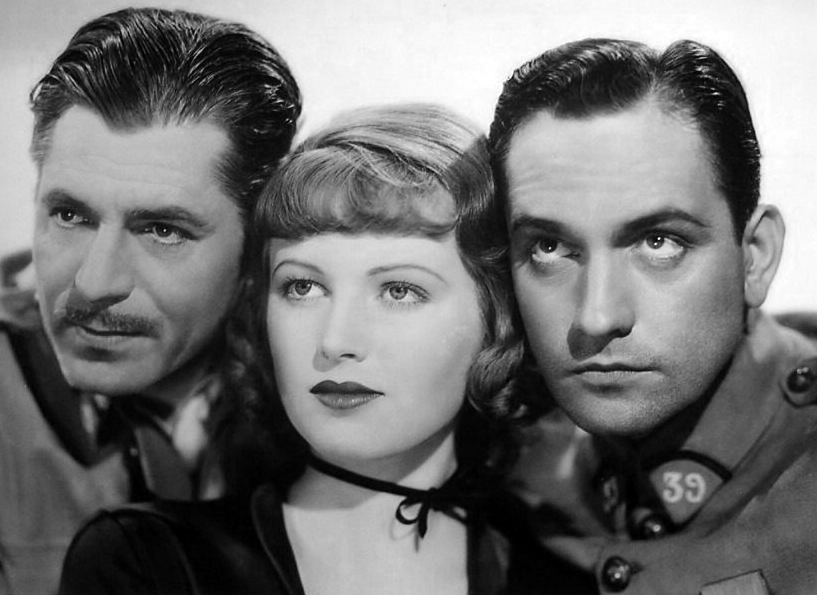
June Lang med Warner Baxter och Fredric March.

June Lang, född som Winifred June Vlasek 5 maj 1917 i Minneapolis, död 16 maj 2005 i Los Angeles, var en amerikansk skådespelerska.

## Biografi
June Lang inledde sin filmkarriär i Hollywood som 14-åring 1931. Hennes spröda och försynta framtoning gjorde att hon till en början mest fick spela biroller som småsystrar eller som hjältinnornas bästa vän. 1935 fick hon en större roll i Helan och Halvan-filmen I kronans kläder där hon spelade Halvans hustru. Langs skådespelarkarriär åkte dock på en törn 1939 då hon gifte sig med Johnny Roselli, medlem i maffiaorganisationen Chicago Outfit. Trots att Lang skilde sig från Roselli 1943 repade sig aldrig hennes filmkarriär riktigt efter all dålig publicitet som giftermålet fört med sig.

## Filmografi (i urval)
- 1935 – I kronans kläder
- 1936 – Captain January
- 1936 – Ärans väg
- 1937 – Wee Willie Winnie
- 1939 – Doktorn i dilemma
- 1943 – Den stora stjärnparaden[3][4]